# François Kieffer
François Kieffer est un violoncelliste classique, membre du Quatuor Modigliani. Il joue avec un violoncelle de Matteo Goffriller « ex-Warburg » de 1706 et avec un archet de Dominique Peccatte de 1850.

## Biographie
François Kieffer commence ses études au Conservatoire à rayonnement régional de Limoges puis intègre le Conservatoire à rayonnement régional d'Aubervilliers dans la classe de Florian Lauridon. Il se voit attribuer le premier prix. 
Il poursuit sa formation au Conservatoire national supérieur de musique et de danse de Paris dans la classe de Philippe Muller et de Daria Hovora, où il obtient son premier prix de musique de chambre à l'unanimité ainsi que son Prix de violoncelle.
Depuis son adolescence, François Kieffer est passionné par le quatuor à cordes. Il fonde en 2003 avec trois de ses amis le Quatuor Modigliani,. Le quatuor est alors composé de Philippe Bernhard (violon), Loïc Rio (violon), Laurent Marfaing (alto) et François Kieffer (violoncelle).
Le groupe remporte trois Premiers Prix aux Concours Internationaux d’Eindhoven (2004), Vittorio Rimbotti de Florence (2005) et aux prestigieuses Young Concert Artists Auditions de New York (2006),. Les quatre hommes entament une carrière internationale au Japon, aux États-Unis, en Australie ou en Europe.
Après avoir reçu l'enseignement du Quatuor Ysaÿe, puis suivi les master-classes de Walter Levin (en) et de Gyorgy Kurtag, le Quatuor Modigliani est invité à travailler aux côtés du Quatuor Artemis à l'Université des arts de Berlin.
En musique de chambre, les partenaires de François Kieffer sont Renaud et Gautier Capuçon, Gérard Caussé, Nicholas Angelich, Katia et Marielle Labèque, Sabine Meyer, Gary Hofmann, Julian Rachlin, Franck Braley, Michel Dalberto, les Quatuors Ysaye, Emerson…
Francois Kieffer enseigne le quatuor à cordes au CRR de Paris 
Après 20 ans d'expérience, François Kieffer s’investit auprès des générations suivantes :
- Il a relancé, avec le Quatuor Modigliani, les Rencontres Musicales d'Évian en 2014, après treize ans d'interruption ;
- Il a créé en 2016, avec le Quatuor Modigliani, l’Atelier des Rencontres musicales d'Évian. C'est aussi en 2016 que le quatuor dans lequel François Kieffer s'investit évolue, après le départ de Philippe Bernhard. Aujourd'hui, le quatuor est composé d'Amaury Coeytaux (violon), Loïc Rio (violon), Laurent Marfaing (alto) et de lui-même (violoncelle) ;
- Depuis 2017, le groupe donne des master-classes au Conservatoire National Supérieur de Musique de Paris ; En 2023, le quatuor crée une classe à l'école Normale de Musique de Paris dans le cadre du cycle Elite.
- Le quatuor assure aujourd'hui la direction artistique du Festival de Saint-Paul de Vence[8] ainsi que celle du Festival de musique de chambre d'Arcachon[9] ;
- Le groupe se voit également confier la direction artistique de Quatuors à Bordeaux[10],[9] en janvier 2020.

## Discographie
- Schumann, Quatuor op. 41 no 1 ; Wolf, Serenade Italienne ; Mendelssohn, Quatuor op. 44 no 1 (28 novembre/4 décembre 2005, Nascor/Ysaÿe Records) (OCLC 226103864)
- Haydn, Quatuors op. 76 no 4 Lever de soleil, op. 74 no 3, Le cavalier, op. 54 no 1 (janvier 2008, Mirare MIR 065)[11] (OCLC 658992686)

- Mendelssohn, Quatuors en la mineur op. 13, en fa mineur op. 80, Capriccio op. 81 no 3 (mai 2010, Mirare MIR 120) (OCLC 708366618)
- Brahms, Quintette avec piano op. 34 ; Zwei Gësange op. 91 - avec Jean-Frédéric Neuburger, piano ; Andrea Hill, mezzo-soprano (janvier 2011, Mirare MIR 130) (OCLC 801778669)
- Intuition : Arriaga, Quatuor no 2 ; Mozart, Quatuor no 6 K. 159 ; Schubert, Quatuor no 4 D. 46 (septembre 2011, Mirare MIR 168) (OCLC 802982285)
- Debussy, Quatuor en sol mineur ; Ravel, Quatuor en fa majeur ; Saint-Saëns, Quatuor no 1 (avril/septembre 2012, Mirare MIR 188) (OCLC 830426249)
- Haydn, Quatuors op. 50 no 1, op. 76 no 1, op. 77 no 1 (21-24 avril 2013, Mirare) (OCLC 891142837)
- Dvořák, Quatuor no 12 Américain ; Bartók, Quatuor no 2 ; Dohnányi, Quatuor no 3 op. 33 (septembre 2015, Mirare) (OCLC 985453050)
- Schumann, Quatuors à cordes op. 41 (avril 2017, Mirare) (OCLC 1015231021)

## Distinctions
- Lauréat du Grand prix international du disque de musique de chambre de l'Académie Charles-Cros[12]